# Lady Audley's Secret (film 1912)
Lady Audley's Secret è un cortometraggio del 1912 diretto da Herbert Brenon e da Otis Turner.
Il romanzo di Mary Elizabeth Braddon verrà riportato sullo schermo nel 1915 da Marshall Farnum con lo stesso titolo, interpretato da Theda Bara.
Nel 1920, il regista britannico Jack Denton firmerà una nuova versione con Lady Audley's Secret, protagonista Margaret Bannerman.

## Trama
Dopo che suo marito George parte improvvisamente per l'Australia in cerca di lavoro, Helen Talboys, ignara della sua sorte, presume che egli l'abbia abbandonata e si sposa con un aristocratico, diventando Lady Audley.
La sua cameriera, che le somiglia molto, muore e lei se ne approfitta, facendo passare la morta come Helen Talboys, in modo da evitare in futuro qualsiasi eventuale accusa di bigamia.
George, però, ritorna. In Australia ha fatto fortuna come cercatore d'oro e adesso è un signore abbiente.
Per caso, incontra la moglie nella villa del figliastro di lei: lì, i due hanno una lite. George è determinato a riprendersi la moglie, questa si rifiuta. Nella lotta che ne segue, George cade in un pozzo, dove la moglie lo lascia come morto, fuggendosene via.
I suoi timori, adesso, sono che qualcuno possa scoprire la verità. Penetra nell'appartamento del figliastro dove cerca alcune lettere che lei aveva scritto a George e le ruba.
Ma la coscienza sporca comincia a tormentarla, ha i nervi a fior di pelle. Quando vede apparire George - che, ovviamente, non è morto ma è stato salvato dal cocchiere - terrorizzata, cade a terra morta, uccisa dallo spavento.

## Produzione
Prodotto dall'Independent Moving Pictures Co. of America (IMP)

## Distribuzione
Distribuito dalla Motion Picture Distributors and Sales Company, il film - un cortometraggio in una bobina - uscì in sala il 16 maggio 1912.

### Date di uscita
- USA Lady Audley's Secret	16 maggio 1912
- USA The Bigamist	25 settembre 1916	 (riedizione)